# Bundesautobahn 11
Bundesautobahn 11 eller A11 () er en motorvej, der går fra den nordøstlige udkant af Berlin til den tysk-polske grænse ved Pomellen. Denne motorvej, som Motorvejen A6 i Polen, fører til Kołbaskowo og Szczecin (tysk: Stettin).
Det er en del af den europæiske rute Europavej E28 fra den tyske hovedstad Berlin af Szczecin og Gdańsk i Polen, Kaliningrad i Rusland og Marijampolė og Vilnius i Litauen til Minsk i Hviderusland.
Bundesautobahn 11 forbinder til Bundesautobahn 20 ved Prenzlau.
- Wikimedia Commons har flere filer relateret til Bundesautobahn 11

| Trafik | Spire Denne trafikartikel er en spire som bør udbygges. Du er velkommen til at hjælpe Wikipedia ved at udvide den. |

53°20′N 14°25′Ø / 53.34°N 14.41°Ø